# ロバート・ベンソン (初代ビングリー男爵)
初代ビングリー男爵ロバート・ベンソン（英語: Robert Benson, 1st Baron Bingley PC、1676年頃 – 1731年4月9日）は、イギリスの政治家、貴族。財務大臣（在任：1711年 – 1713年）、王室会計長官（在任：1730年 – 1731年）を歴任した。

## 生涯
レンソープのロバート・ベンソンの息子として、ウェイクフィールドで生まれた。ロンドンの学校を通った後、ケンブリッジ大学クライスツ・カレッジに進学した。
ヨークの市会議員を務め、1707年にはヨーク市長に選出された。また、1702年から1705年までセットフォード選挙区の、1705年から1713年までヨーク選挙区の庶民院議員を務めた。
1711年に枢密顧問官に任命され、同年から1713年まで財務大臣を務めた。また、1711年7月から1715年2月まで南海会社理事の1人だった。1713年にビングリー男爵に叙され、スペイン駐在イギリス大使に任命された。
1731年に死去、ウェストミンスター寺院に埋葬された。ビングリー男爵の爵位は断絶したが、後に娘婿が叙されて復活した。ヘニッジ・フィンチの娘エリザベスと結婚しており、1男（ビングリー男爵より先に死去した）2女（うち1人は庶出）をもうけた。また、ジョン・バーゴインの本当の父がビングリー男爵という説があり、ビングリー男爵は遺言状でバーゴインの負債を遺産で帳消しにした。ブラマム・パークなどの領地は娘ハリエット（ジョージ・フォックスと結婚）が継承した。

## 関連図書
- Courtney, William Prideaux (1885). "Benson, Robert (1676-1731)" . In Stephen, Leslie (ed.). Dictionary of National Biography (英語). Vol. 4. London: Smith, Elder & Co.

| イングランド議会 (en)                                              | イングランド議会 (en)                                                                   | イングランド議会 (en)                                              |
| ------------------------------------------------------------------ | --------------------------------------------------------------------------------------- | ------------------------------------------------------------------ |
| 先代 サー・トマス・ハンマー準男爵 サー・ジョン・ウッドハウス準男爵 | 庶民院議員（セットフォード選挙区選出） 1702年 – 1705年 同職：エドマンド・ソーム         | 次代 サー・トマス・ハンマー準男爵 サー・ジョン・ウッドハウス準男爵 |
| 先代 サー・ウィリアム・ロビンソン準男爵 トバイアス・ジェンキンス   | 庶民院議員（ヨーク選挙区選出） 1705年 – 1707年 同職：サー・ウィリアム・ロビンソン準男爵 | 次代 グレートブリテン議会                                          |
| グレートブリテン議会                                               |                                                                                         |                                                                    |
| 先代 イングランド議会                                              | 庶民院議員（ヨーク選挙区選出） 1707年 – 1713年 同職：サー・ウィリアム・ロビンソン準男爵 | 次代 サー・ウィリアム・ロビンソン準男爵 ロバート・フェアファクス   |
| 公職                                                               |                                                                                         |                                                                    |
| 先代 ロバート・ハーレー                                            | 財務大臣 1711年 – 1713年                                                                | 次代 サー・ウィリアム・ウィンダム準男爵                            |
| 先代 ポール・メシュエン                                            | 王室会計長官 1730年 – 1731年                                                            | 次代 デ・ラ・ウォー男爵                                            |
| グレートブリテンの爵位                                             |                                                                                         |                                                                    |
| 爵位創設                                                           | ビングリー男爵 1713年 – 1731年                                                          | 断絶                                                               |